# Xavier Rubert de Ventós
Xavier Rubert de Ventós (n. 1 septembrie 1939, Barcelona, Catalonia, Spania – d. 28 ianuarie 2023, Barcelona, Catalonia, Spania) a fost un filozof, scriitor și om politic spaniol.

## Studii
Rubert de Ventós a obținut o diplomă în drept în 1961 și un doctorat în filozofie la Universitatea din Barcelona⁠(d) în 1965, cu o teză de estetică intitulată La estética de la abstracción („Estetica abstracției”).
Rubert de Ventós a fost profesor de estetică la Universitatea Politehnică din Catalonia⁠(d), precum și profesor invitat la diferite universități americane, inclusiv Harvard, Berkeley și Cincinnati.
Rubert de Ventós a creat Catedra Barcelona-New York de Cultură și Limbă Catalană și a fost membru fondator al Institutului de Științe Umaniste din New York și al Institut d'Humanitats din Barcelona.

## Politică
Rubert de Ventós a fost arestat de trei ori pentru activitățile sale ca membru al Frontului Muncitoresc din Catalonia⁠(d). În 1975, amenințările falangiștilor⁠(d) l-au forțat să se exileze la Paris, timp în care a fost concediat de la Universitatea din Barcelona pentru că și-a abandonat postul.
Prieten din copilărie al lui Pasqual Maragall⁠(d), Rubert de Ventós s-a alăturat Partidului Socialist din Catalonia⁠(d) și a fost membru al parlamentului spaniol din 1982 până în 1986 și al Parlamentului European din 1986 până în 1994.
Rubert de Ventós a fost, de asemenea, membru al Comisiei pentru Demnitate (comisión para reparar la dignidad y restituir la memoria de las víctimas del franquismo), o entitate care solicită restituirea deținătorilor de drept a documentelor care au fost confiscate la sfârșitul Războiul Civil și ulterior adăpostit în Arhiva Generală a Războiului Civil din Salamanca.
În noiembrie 2012 a semnat un manifest public în care a susținut Convergența și Uniunea de centru-dreapta (Convergència i Unió) la alegerile pentru Parlamentul Cataloniei.

## Lucrări

### În catalană
- 1968 Teoria de la sensibilitat[12]
- 1978 Ofici de Setmana Santa[12]
- 1983 Per què filosofia
- 1987 Pensadors catalans
- 1991 El cortesà i el seu fantasma[12]
- 1992 De filosofia (cu Mercè Rius)
- 1993 Manies i afrodismes
- 1999 Catalunya: de la identitat a la independència[12]
- 2004 Filosofia d'estar per casa
- 2006 Teoria de la sensibilitat nacionalista
- 2012 Dimonis íntims[12]

### În spaniolă
- 1963 El arte ensimismado[12]
- 1971 Moral y nueva cultura
- 1973 Utopías de la sensualidad y métodos del sentido
- 1974 La estética y sus herejías
- 1975 Ensayos sobre el desorden[12]
- 1980 De la Modernidad. Ensayos de filosofía crítica
- 1984 Filosofía y/o Política
- 1984 Las metopías: metodologías y métodos de nuestro tiempo
- 1986 Europa y otros ensayos
- 1987 El Laberinto de la Hispanidad[12]
- 1990 ¿Porqué filosofía? (traducere din catalană)
- 1993 Manías, amores y otros oficios
- 1994 Nacionalismos. El laberinto de la identidad
- 2000 Dios, entre otros inconvenientes

## Premii
- 1963 Premio Ciutat de Barcelona pentru El arte ensimismado
- 1969 Lletra d'Or pentru Teoria de la sensibilitat
- 1973 Premiul Anagrama de ensayo pentru La estética y sus herejías[12]
- 1987 Premio Espejo de España pentru El laberinto de la hispanidad
- 1991 Premiul Josep Pla pentru El cortesà i el seu fantasma
- 1999 Creu de Sant Jordi